# Tropikalne lasy suche

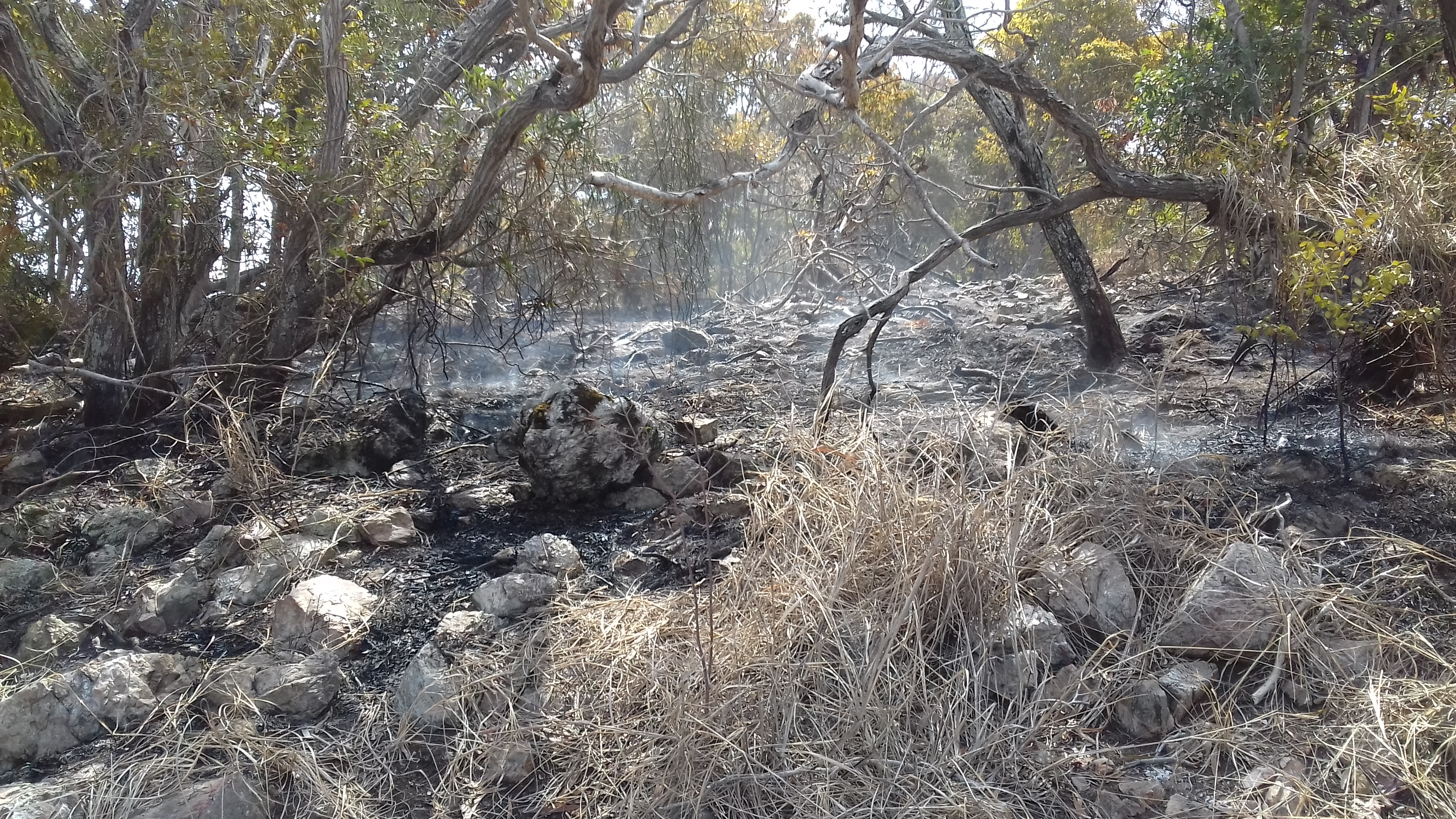
Suchy las na Nowej Kaledonii

Tropikalne lasy suche, lasy strefy międzyzwrotnikowej o okresowo zmiennej ilości opadów (ang. Subtropical/Tropical Dry Forest, Tropical seasonal/deciduous forest) – formacja roślinna, jedna z kilku wyróżnianych w obrębie biomu lasów tropikalnych, występująca w strefie międzyzwrotnikowej, głównie między 10 i 23 stopniem szerokości północnej i południowej, wykształcająca się na obszarach z trwającą przez 3–7 miesięcy porą suchą. Obejmuje głównie lasy monsunowe i suche lasy podrównikowe, w niektórych ujęciach zaliczane tu bywają także lasy kserofityczne. Lasy te są bardzo zróżnicowane w zależności od warunków topograficznych, troficznych i wilgotnościowych. Występują w Ameryce Południowej i Środkowej, w zachodniej i środkowej Afryce, na Madagaskarze, w Azji Południowo-Wschodniej, na Nowej Gwinei i w Queenslandzie.

## Warunki kształtowania się

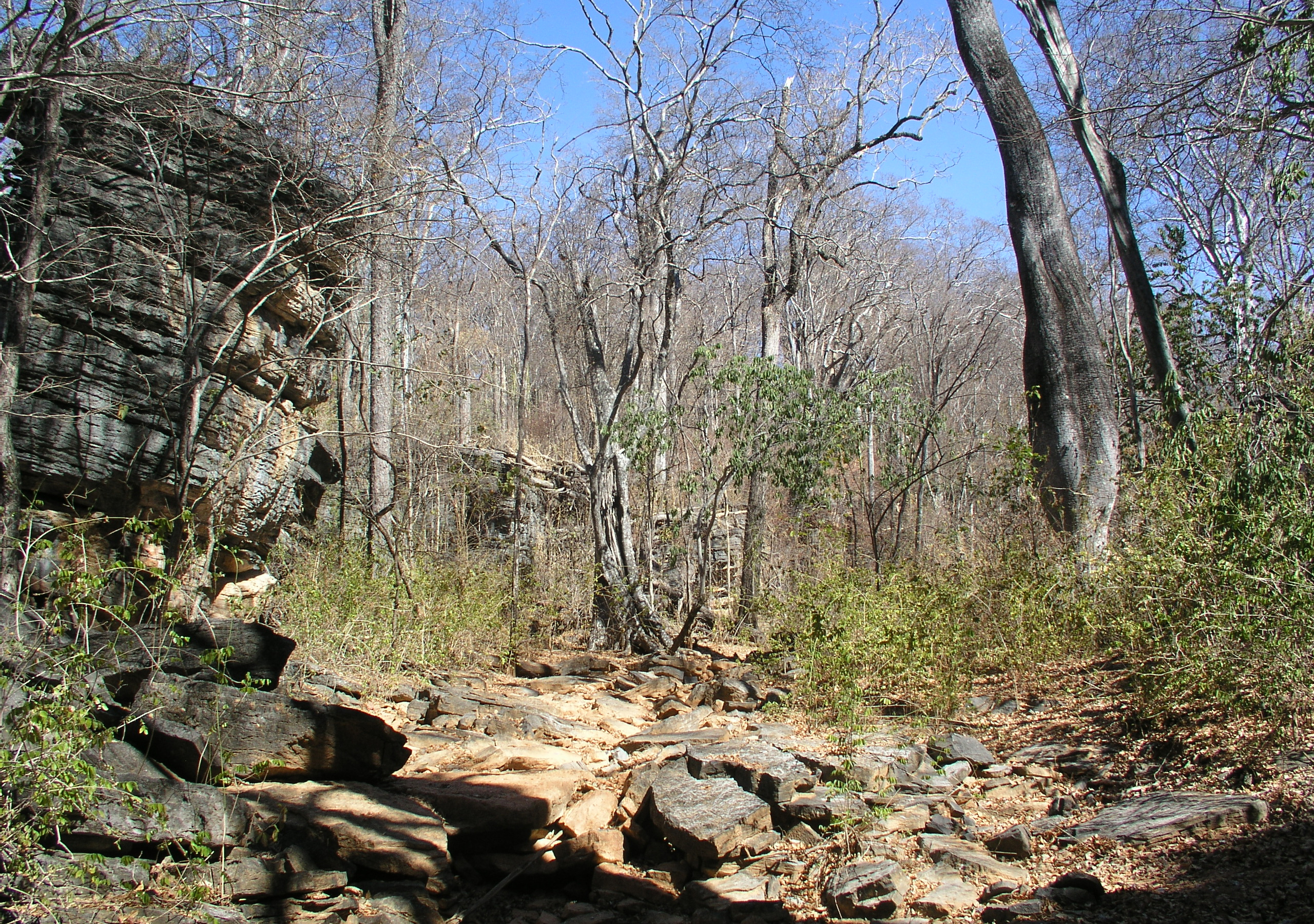
Suchy las w Brazylii

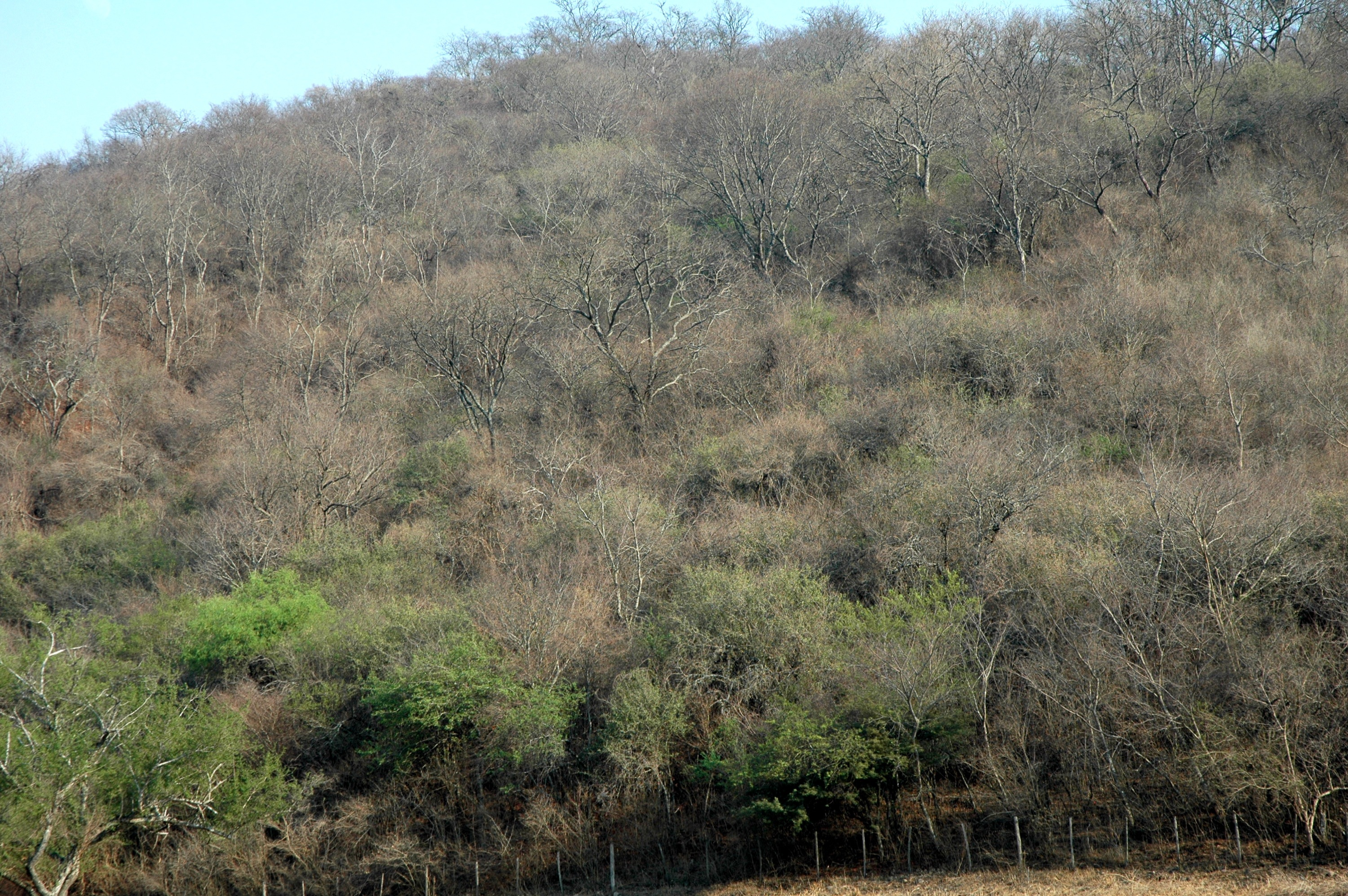
Suchy las w Gran Chaco

Lasy te występują w strefie międzyzwrotnikowej, głównie między 10 i 23 stopniem szerokości północnej i południowej, na obszarach, gdzie zaznacza się sezonowość opadów. W skali roku wielkość opadów wynosi zwykle od 1000 do 2000 mm, miejscami do 2500, przy czym deszcze padają tylko lub niemal wyłącznie w porze deszczowej. W porze suchej, trwającej od 3 do 7 miesięcy, spada mniej niż 100 mm deszczu. 
W najwilgotniejszych obszarach, gdzie pora deszczowa związana jest z monsunami wiejącymi od morza, kształtują się lasy monsunowe. W porze suchej wiatry wieją od strony lądu, przynosząc też nieco chłodniejsze powietrze. Na pozostałych obszarach, gdzie suma opadów wynosi od kilkuset do 1300 mm, występują suche lasy podrównikowe. Generalnie różnice temperatur między sezonami są tu niewielkie, większe różnice występują między temperaturami dziennymi i nocnymi.
Warunki siedliskowe w lasach monsunowych i suchych są lokalnie bardzo zróżnicowane, przy czym generalnie gleby są tu zwykle żyźniejsze niż w stale wilgotnych lasach równikowych z powodu podsiąkania następującego w okresie suchym. Częste są tu silnie zwietrzałe gleby laterytowe i ferralitowe, obfitujące w tlenki żelaza i glin. Lasy te występują zwykle w niższych położeniach, wyżej w górach znane są ze wschodnich stoków Andów, gdzie sięgają do 1200 m n.p.m. Częstym czynnikiem oddziałującym na te lasy w okresie suchym są pożary.

## Szata roślinna

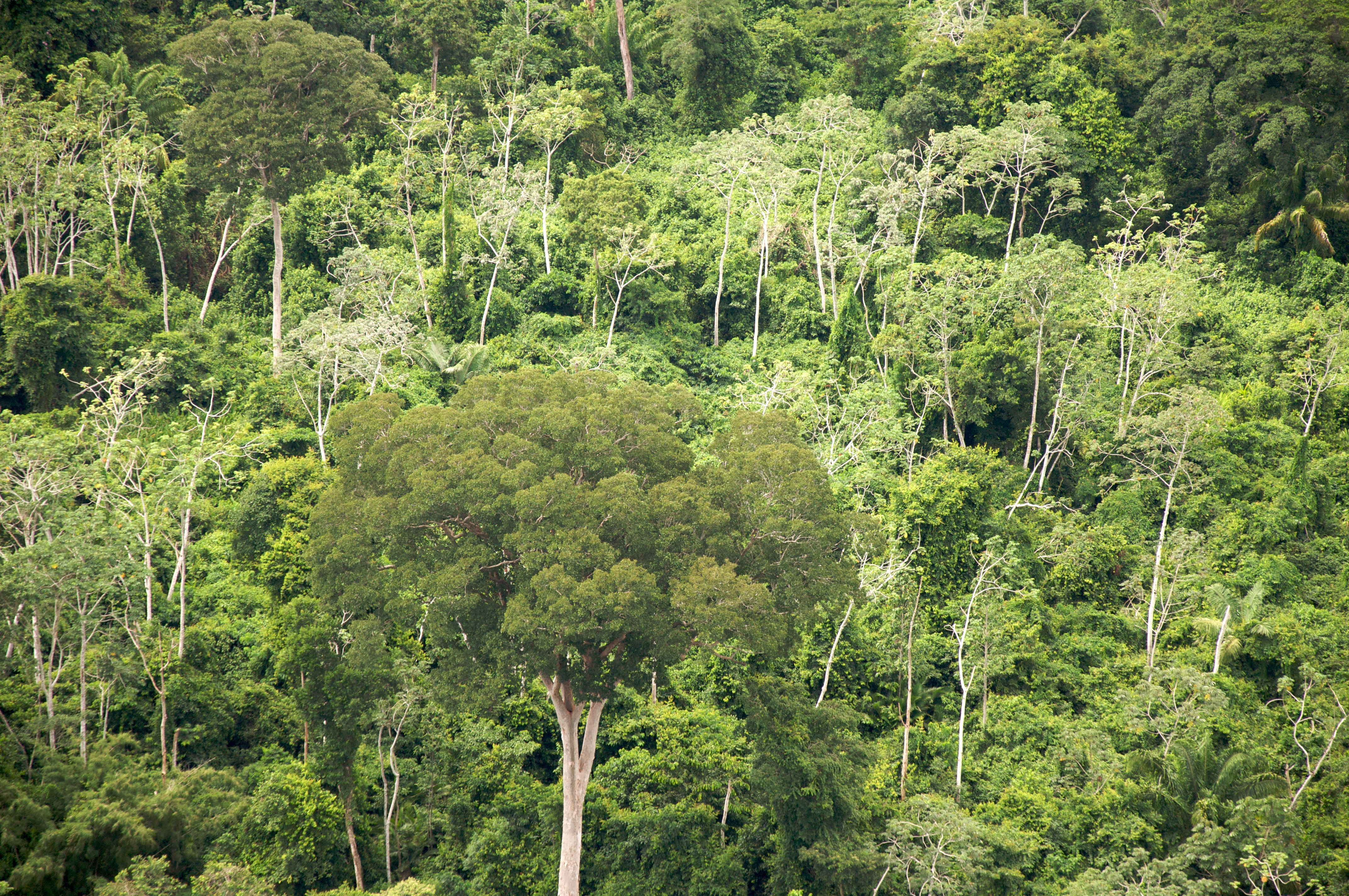
Boliwijski las Chiquitano w porze deszczowej

Drzewa są tu niższe niż w wilgotnych lasach nizinnych, osiągają do 25–35 m wysokości i tworzą dwie warstwy koron. Wyższe drzewa zwykle gubią liście w okresie suchym, a te z niższej warstwy mają liście mniejsze, skórzaste i wieczniezielone. Lasy monsunowe w Australii zdominowane są także w wyższej warstwie przez wieczniezielone eukaliptusy. Miejscami w lasach tych występują drzewa iglaste, np. w lasach azjatyckich sosny. Epifitów i lian jest w nich zwykle niewiele. Silnie rozwinięta jest warstwa krzewów i runa. Często obecne są bambusy. W kompleksach lasów monsunowych występują często wzdłuż rzek pasma lasów galeriowych, często też sąsiadują z nizinnymi tropikalnymi lasami wilgotnymi i lasami górskimi, w miejscach, gdzie np. z powodu bliskości morza występuje stała, wysoka wilgotność.
Na obszarach suchszych tworzą się suche lasy podrównikowe, z reguły niższe o wysokości 10–20 m, z jedną warstwą koron, zwykle świetliste. W odróżnieniu od lasów wilgotnych drzewostan często tworzą tu nieliczne gatunki, często dominuje jeden (np. w lasach miombo: Brachystegia, Julbernardia lub Isoberlinia, w innych lasach Afryki Oldfieldia africana i bauhinia, w Azji teczyna wyniosła). Liście tych drzew są dość duże i sezonowe. Warstwa krzewów jest różnie wykształcona, częste w niej są krzewy kolczaste, o liściach drobnych i sezonowych. W runie dominują zwykle trawy zasychające w porze suchej. W miarę zmniejszania się ilości opadów w formacji tej zwiększa się udział kserofitów i sukulentów. Takie lasy kserofityczne w międzynarodowej klasyfikacji roślinności (International Vegetation Classification, IVC) zaliczane są już do formacji leśnych, zaroślowych i trawiastych gorących pustyń i półpustyń (3.A. Warm Desert & Semi-Desert Woodland, Scrub & Grassland – S06) w ramach biomu pustynie i półpustynie.
Formacje leśne, zarówno lasy monsunowe, jak i suche lasy tropikalne, sąsiadują z sawannami i często są z nimi przemieszane – granica między tymi formacjami bywa rozmyta. W międzynarodowej klasyfikacji roślinności (International Vegetation Classification, IVC) przyjmuje się umownie, że kryterium rozdzielającym te formacje i kwalifikującym roślinność do lasów jest zwarcie koron przekraczające 40% i wysokość drzew przekraczająca 8 m.
Wśród suchych lasów podrównikowych wyróżnia się m.in.: miombo, mopane i lasy baobabowe w Afryce, caatinga, espinares, cardonales, agreste, algarrobo i quebracho w Ameryce Południowej i Środkowej.

## Klasyfikacje
W międzynarodowej klasyfikacji roślinności (International Vegetation Classification, IVC) tropikalne lasy suche (1.A.1. Tropical Dry Forest & Woodland – F003) stanowią jedną z pięciu formacji w podklasie formacji lasy tropikalne (1.A. Tropical Forest & Woodland – S17). Analogicznie ujmowane są w klasyfikacji siedlisk Międzynarodowej Unii Ochrony Przyrody (IUCN).
W klasyfikacji biomów Elgene Boxa i Kazue Fujiwary (2013) tropikalne lasy suche obejmują także widne lasy kolczaste (kserofityczne) (Tropical deciduous forest, woodland, and thorn scrub).
W typologii formacji roślinnych stosowanej przez World Wide Fund for Nature (WWF) lasy te stanowią biom równikowych i podrównikowych (tropikalnych i subtropikalnych) suchych lasów liściastych (Tropical and Subtropical Dry Broadleaf Forests), przy czym biom nie jest spójny z ujęciem międzynarodowej klasyfikacji roślinności (International Vegetation Classification, IVC). W klasyfikacji WWF część wilgotnych lasów monsunowych zaliczona została do równikowych i podrównikowych wilgotnych lasów liściastych, część suchych lasów podrównikowych zaliczona została do biomu międzyzwrotnikowych stepów, sawann i zarośli, osobno też wyróżniane są podzwrotnikowe lasy iglaste.

### Ekoregiony WWF
Tropikalne lasy suche dominują w następujących ekoregionach wyróżnionych przez World Wide Fund for Nature (WWF):
W Australazji i Oceanii:
- AA0102 Wilgotne lasy zrzucające liście wysp Morza Banda (Banda Sea Islands moist deciduous forests)
- AA0109 Subtropikalne lasy wyspy Lord Howe (Lord Howe Island subtropical forests)
- AA0114 Subtropikalne lasy Norfolku (Norfolk Island subtropical forests)
- AA0201 Zrzucające liście lasy Małych Wysp Sundajskich (Lesser Sundas deciduous forests)
- AA0202 Nowokaledońskie suche lasy (New Caledonia dry forests)
- AA0203 Lasy zrzucające liście wyspy Sumba (Sumba deciduous forests)
- AA0204 Timorskie lasy zrzucające liście (Timor and Wetar deciduous forests)
- OC0201 Fidżyjskie lasy suche (Fiji tropical dry forests)
- OC0202 Hawajskie lasy suche (Hawaii tropical dry forests)
- OC0203 Lasy suche Marianów (Marianas tropical dry forests)
- OC0204 Lasy suche wysp Yap (Yap tropical dry forests)

W Azji:
- IM0117 Himalajskie  liściaste lasy zwrotnikowe (Irrawaddy moist deciduous forests)
- IM0120 Wilgotne lasy zrzucające liście doliny Dolnego Gangesu (Lower Gangetic Plains moist deciduous forests)
- IM0124 Wilgotne lasy zrzucające liście Wybrzeża Malabarskiego (Malabar Coast moist forests)
- IM0126 Meghalajskich lasy zwrotnikowe (Meghalaya subtropical forests)
- IM0130 Monsunowe lasy wyspy Mindoro (Mindoro rain forests)
- IM0134 Wilgotne lasy zrzucające liście północnych Ghatów Zachodnich (North Western Ghats moist deciduous forests)
- IM0137 Północnoindochińskie lasy podrównikowe (Northern Indochina subtropical forests)
- IM0138 Wilgotne lasy zrzucające liście północnego Koratu (Northern Khorat Plateau moist deciduous forests)
- IM0139 Północnotajlandzkie i laotańskie wilgotne lasy zrzucające liście (Northern Thailand-Laos moist deciduous forests)
- IM0140 Północnomjanmańskie lasy podzwrotnikowe (Northern Triangle subtropical forests)
- IM0149 Chińsko-wietnamskie lasy zwrotnikowe (South China-Vietnam subtropical evergreen forests)
- IM0150 Wilgotne lasy zrzucające liście południowych Ghatów Zachodnich (South Western Ghats moist deciduous forests)
- IM0166 Wilgotne lasy zrzucające liście doliny Górnego Gangesu (Upper Gangetic Plains moist deciduous forests)
- IM0169 Hajnańskie lasy monsunowe (Hainan Island monsoon rain forests)
- IM0170 Subtropikalne lasy wiecznie zielone wysp Riukiu (Nansei Islands subtropical evergreen forests)
- IM0171 Południowotajwańskich lasy monsunowe (South Taiwan monsoon rain forests)
- IM0172 Tajwańskie wiecznie zielone lasy zwrotnikowe (Taiwan subtropical evergreen forests)
- IM0201 Środkowodekańskie suche lasy zrzucające liście (Central Deccan Plateau dry deciduous forests)
- IM0202 Środkowoindochińskie suche lasy zrzucające liście (Central Indochina dry forests)
- IM0203 Suche lasy zrzucające liście płaskowyżu Ćhota Nagpur (Chhota-Nagpur dry deciduous forests)
- IM0204 Wschodniodekańskie lasy wiecznie zielone (East Deccan dry-evergreen forests)
- IM0205 Suche lasy doliny Irawadi (Irrawaddy dry forests)
- IM0206 Kathiawarskie suche lasy zrzucające liście (Khathiar-Gir dry deciduous forests)
- IM0207 Suche lasy doliny Narmady (Narmada Valley dry deciduous forests)
- IM0208 Północnodekańskie suche lasy zrzucające liście (Northern dry deciduous forests)
- IM0209 Południowodekańskie suche lasy zrzucające liście (South Deccan Plateau dry deciduous forests)
- IM0210 Południowo-wschodnio-indochińskie lasy wiecznie zielone (Southeastern Indochina dry evergreen forests)
- IM0211 Południowowietnamskie suche lasy nizinne (Southern Vietnam lowland dry forests)
- IM0212 Cejlońskie suche lasy wiecznie zielone (Sri Lanka dry-zone dry evergreen forests)

W Afryce:
- AT0201 Suche lasy Wysp Zielonego Przylądka (Cape Verde Islands dry forests)
- AT0202 Madagaskarskie suche lasy zrzucające liście (Madagascar dry deciduous forests)
- AT0203 Zambezyjskie lasy mavunda (Zambezian Cryptosepalum dry forests)

Na kontynentach amerykańskich:
- NA0201 Kolczaste lasy sonorsko-sinaloańskie (Sonoran-Sinaloan transition subtropical dry forest)
- NT0119 Kostarykańskie lasy okresowo wilgotne (Costa Rican seasonal moist forests)
- NT0140 Suche lasy Mato Grosso (Mato Grosso seasonal forests)
- NT0164 Południowoflorydzkie lasy naskalne (South Florida rocklands)
- NT0201 Suche lasy wschodniego przedgórza północnych Andów (Apure-Villavicencio dry forests)
- NT0202 Suche lasy atlantyckie (Atlantic dry forests)
- NT0203 Bahamskie lasy suche (Bahamian Dry Forests)
- NT0204 Suche lasy Bajío (Bajío dry forests)
- NT0205 Suche lasy kotliny Balsas (Balsas dry forests)
- NT0206 Boliwijskie suche lasy górskie (Bolivian montane dry forests)
- NT0207 Suche lasy doliny Cauki (Cauca Valley dry forests)
- NT0208 Kajmańskie lasy suche (Cayman Islands dry forests)
- NT0209 Środkowoamerykańskie lasy suche (Central American dry forests)
- NT0210 Lasosawanna Chaco (Chaco)
- NT0211 Suche lasy kotliny Chiapas (Chiapas Depression dry forests)
- NT0212 Wschodnioboliwijskie lasy suche (Chiquitano dry forests)
- NT0213 Kubańskie lasy suche (Cuban dry forests)
- NT0214 Ekwadorskie lasy suche (Ecuadorian dry forests)
- NT0215 Haitańskie lasy suche (Hispaniolan dry forests)
- NT0216 Suche lasy wysp Revillagigedo (Islas Revillagigedo dry forests)
- NT0217 Jaliskańskie lasy suche (Jalisco dry forests)
- NT0218 Jamajskie lasy suche (Jamaican dry forests)
- NT0219 Laro-falcóńskie lasy suche (Lara-Falcón dry forests)
- NT0220 Suche lasy Wysp Podwietrznych (Lesser Antillean dry forests)
- NT0221 Suche lasy doliny Magdaleny (Magdalena Valley dry forests)
- NT0222 Suche lasy pobrzeża Maracaibo (Maracaibo dry forests)
- NT0223 Suche lasy doliny Marañon (Marañon dry forests)
- NT0224 Panamskie lasy suche (Panamanian dry forests)
- NT0225 Suche lasy doliny Patii (Patía Valley dry forests)
- NT0226 Portorykańskie lasy suche (Puerto Rican dry forests)
- NT0227 Suche lasy Sierra de la Laguna (Sierra de la Laguna dry forests)
- NT0228 Sinaloańskie suche lasy (Sinaloan dry forests)
- NT0229 Suche lasy doliny Sinú (Sinú Valley dry forests)
- NT0230 Suche lasy pacyficzne (Southern Pacific dry forests)
- NT0231 Suche lasy Trynidadu i Tobago (Trinidad and Tobago dry forests)
- NT0232 Północno-zachodnio-peruwiańskie suche lasy (Tumbes-Piura dry forests)
- NT0233 Veracruzańskie lasy suche (Veracruz dry forests)
- NT0235 Jukatańskie lasy suche (Yucatan dry forests)